# Bitcoin God
Bitcoin God — криптовалюта, створена під час чергового хардфорку криптовалюти Bitcoin 27 грудня 2017 року на 501225 блоці. Засновник проекту — китайський підприємець Чандлер Го. Криптовалюта підтримує смарт-контракти та Lightning Network. Розмір блоку збільшено у порівнянні з Bitcoin. Підтвердження транзакцій проводиться за принципом proof-of-stake.
Об'єм емісії складе 21 мільйон криптомонет GOD, при цьому 17 мільйонів криптомонет отримають власники біткойнів, а 4 мільйона монет будуть віддані на благодійність.

## Курс
Курс криптовалюти був найвищим на початку 2018 року (15 січня курс сягав 186 доларів при об'ємах 1 млн дол). Потім курс, як і об'єми почав падати. Станом на 5 квітня курс впав до $15,45 USD і продовжує падати. Об'єями впали до $2 850 USD за добу. Із 3 бірж, де він торгувався на той момент, лише на Gate.io були реальні торги на той момент часу.